# Jan Jacobsz. May van Schellinkhout
Jan Jacobsz. May van Schellinkhout was een 17e-eeuwse Nederlandse zeevaarder en is bekend omdat het eiland Jan Mayen naar hem is genoemd.

## Familie
May (ook gespeld als Mey of Meij) is geboren in het dorp Schellinkhout, ten oosten van Hoorn in Noord-Holland. Hij was de broer van Cornelius Jacobsz May, de eerste gouverneur van Nieuw-Nederland. Beide broers waren neven van de destijds meer bekende zeevaarder Jan Cornelisz. May, die bekend is van zijn zoektocht naar de Noordoostelijke Doorvaart.

## Ontdekking van het eiland Jan Mayen

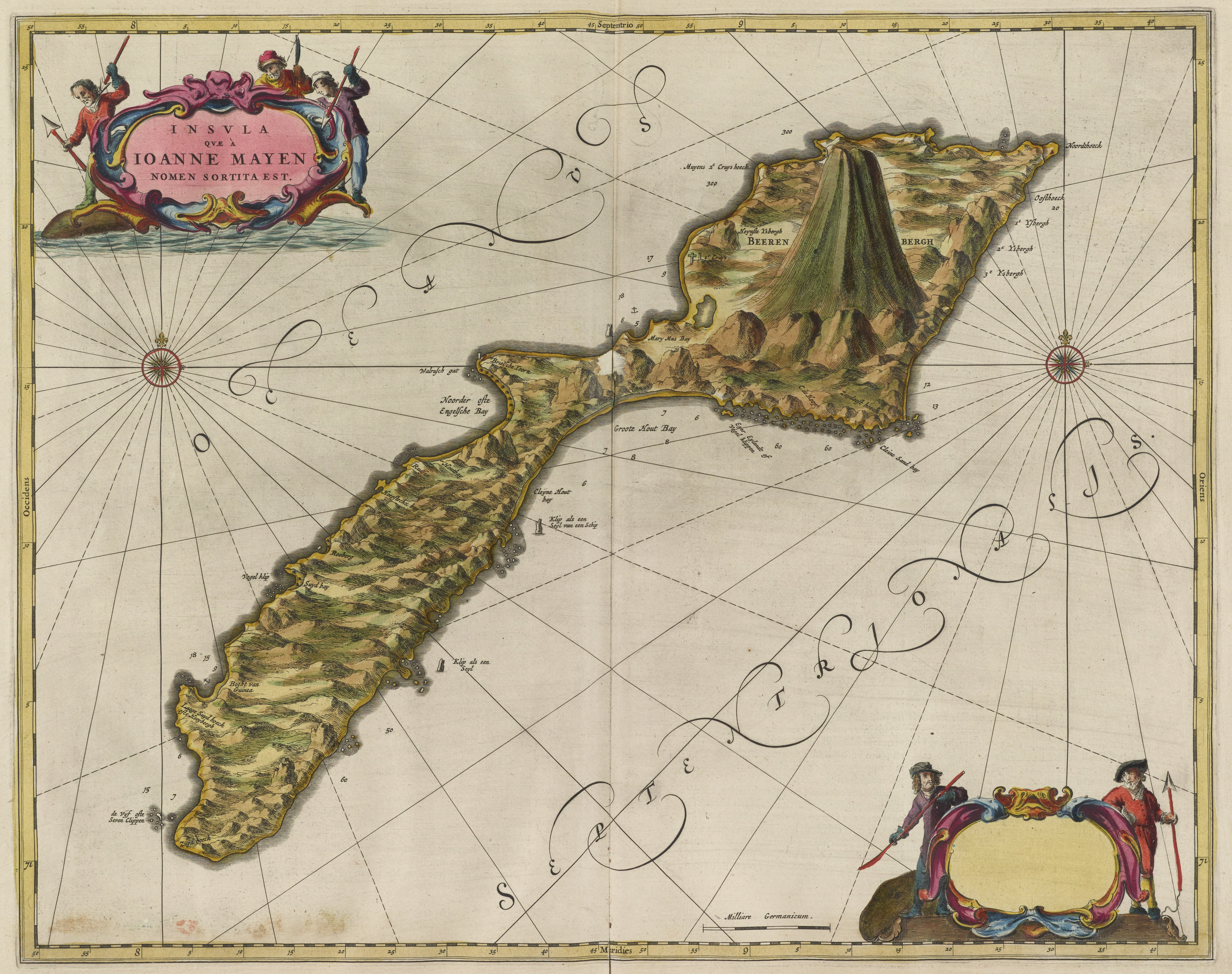
Kaart van Jan Mayen

In 1613 voer May voor de Compagnie van Tweenhuysen als stuurman op de walvisvaarder Fortuyn naar Spitsbergen. In 1614 was May kapitein op het schip de Gouden Cath. Dit schip ging op walvisvaart voor de Amsterdamse kamer van de Noordse Compagnie en had de speciale opdracht uit te kijken naar nieuw land waar zonder concurrentie op walvissen gejaagd kon worden. Het schip kwam in juli terecht op een eiland. De hoog aangeschreven cartograaf Joris Carolus was ook aan boord. Hij rapporteerde de tocht en stelde een kaart op. Het rapport is verloren gegaan, maar de kaart is bewaard gebleven. Op deze kaart noemde hij een voorgebergte "Jan Meys Hoeck". In 1620 was het de toonaangevende cartograaf en globemaker Willem Blaeu (Willem Jansz Blaeu) die deze naam aan het eiland als geheel gaf. Zo werd het eiland uiteindelijk Jan Mayen genoemd. May heeft het eiland niet als eerste ontdekt. Er zijn aanwijzingen dat minimaal twee zeevaarders het eiland al 1 of 2 weken eerder hadden aangedaan. Dit waren de Nederlandse kapitein Jan Janszoon Kerckhoff, die ook voor de Noordsche Compagnie voer, echter privaat gefinancierd door Delft, en een Engelse walvisvaarder, John Clarke, die voor een compagnie uit Duinkerke voer. May wist dat Kerckhoff het eiland al had aangedaan en dacht dat deze dat zou melden bij de Staten-Generaal van de Nederlanden. De Delftse concurrentie wilde echter blijkbaar de locatie geheim houden om ervan te profiteren. In 1617 werd het conflict opgelost en 35 jaar lang kon het Nederlandse bedrijf hier walvisvangst bedrijven.

## Trivia
- May maakte ook tochten samen met Willem Cornelisz. van Muyden.
- Na zijn tocht van 1614 werd May in 1622 en 1623 genoemd als kapitein van oorlogsschepen in dienst van de Admiraliteit van het Noorderkwartier.[1]
- Ooit was een straat in May's geboortedorp Schellinkhout naar hem vernoemd.[2]
- In 1925 is naar hem vernoemd de Jan Maijenstraat in Amsterdam-West[5] en later daarnaar de Jan Maijenschool en de Jan Maijenbuurt.